# Роскилле (коммуна)
Роскилле (дат. Roskilde Kommune) — датская коммуна в составе области Зеландия. Площадь — 211,88 км², что составляет 0,49 % от площади Дании без Гренландии и Фарерских островов. Численность населения на 1 января 2008 года — 80687 чел. (мужчины — 39587, женщины — 41100; иностранные граждане — 3993).

## История
Коммуна была образована в 2007 году из следующих коммун:
- Гуннсё (Gundsø)
- Рамсё (Ramsø)
- Роскилле (Roskilde)

## Железнодорожные станции
- Гадструп (Gadstrup)
- Роскилле (Roskilde)
- Трекронер (Trekroner)
- Вибю Шелланн (Viby Sjælland)

## Изображения

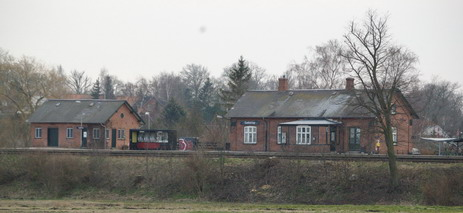
Гадструп
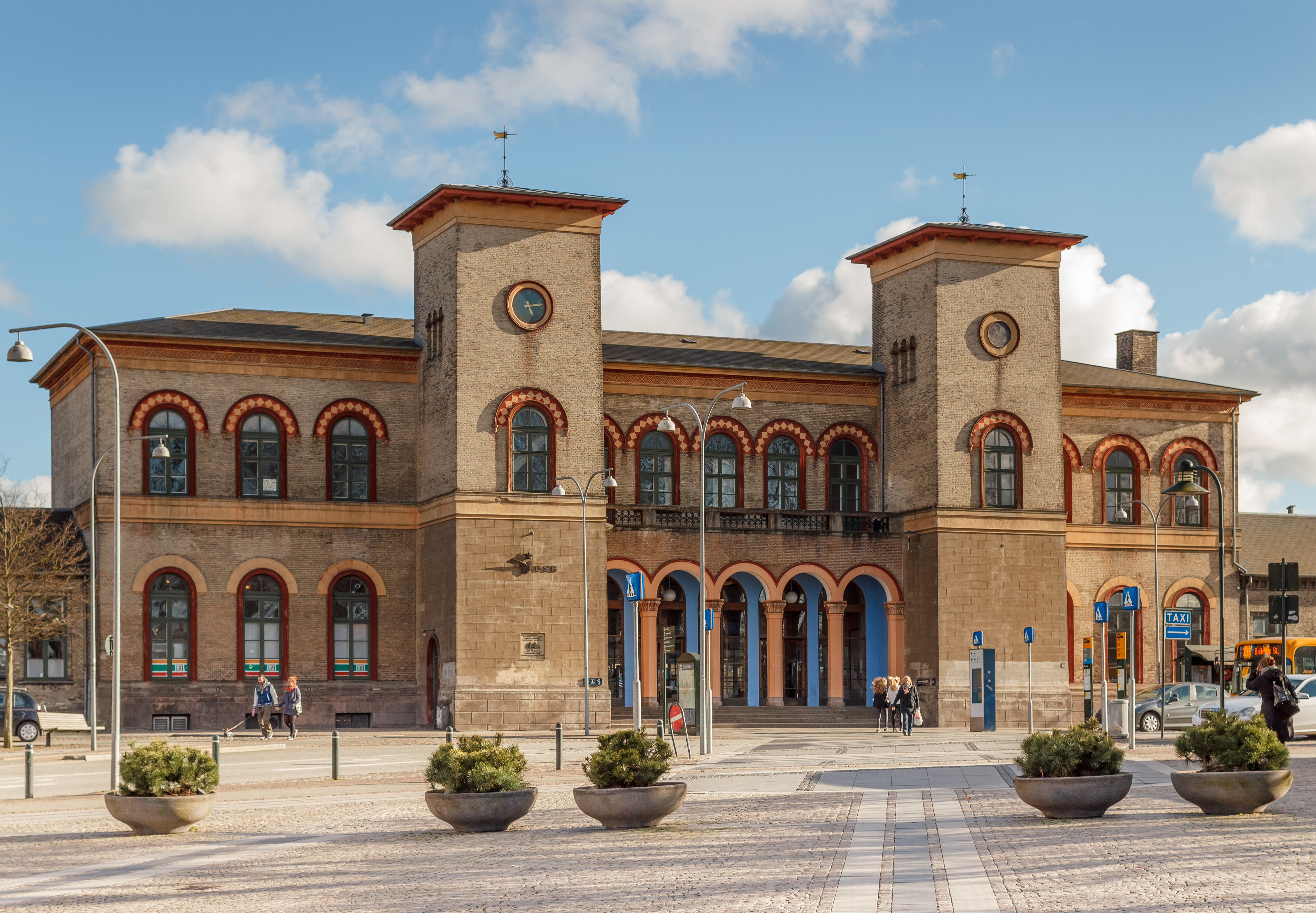
Ж/д вокзал в Роскиле
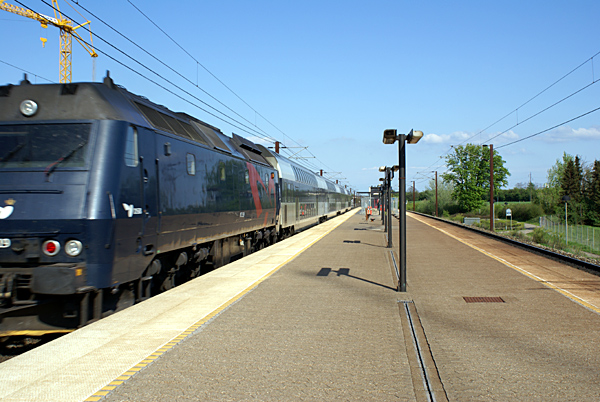
Трекронер